# David Armstrong-Jones
David Albert Charles Armstrong-Jones, 2e graaf van Snowdon (Clarence House (Londen), 3 november 1961) is de enige zoon van de Britse prinses Margaret en haar toenmalige echtgenoot Antony Armstrong-Jones.
Armstrong-Jones trouwde op 8 oktober 1993 trouwde met Serena Alleyne Stanhope. Het paar kreeg twee kinderen:
- Charles (1999)
- Margarita (2002)

Armstrong-Jones is van beroep meubelontwerper. Sinds 1985 heeft hij zijn eigen meubelmakerij, onder de naam Linley.